# Немтинов, Аким Андреевич
Немтинов Аким Андреевич (1918—1944) — советский лётчик штурмовой авиации во время Великой Отечественной войны, Герой Советского Союза (1 июля 1944). Гвардии капитан (1944).

## Биография
Аким Андреевич Немтинов родился в селе Новопокровка, ныне Быстроистокского района Алтайского края, в крестьянской семье.
Окончил 7 классов школы. Затем продолжил обучение в Бийском сельскохозяйственном техникуме, а также учился в местном аэроклубе.
В 1940 году был призван в ряды Рабоче-Крестьянской Красной Армии. В 1942 году окончил Омскую военную авиационную школу пилотов.
На фронте с июля 1943 года. Выполнял разведывательные с фотосъемкой и штурмовые задания. Всю войну прошёл в составе 79-го гвардейского штурмового авиаполка на Центральном фронте, с октября 1943 года на Белорусском фронте, с февраля 1944 года на 1-м Белорусском фронте. Участник Курской битвы, Черниговско-Припятской операции, битвы за Днепр, Гомельско-Речицкой, Калинковичско-Мозырской, Белорусской наступательной операций. В сентябре 1943 года, нанося удары по отходящим войскам противника, в сложных метеоусловиях разведал переправу в районе Лесконож (так в источнике, видимо, имелось в виду село Лесконоги) через реку Десну. По его разведданным были высланы две группы штурмовиков, которые уничтожили переправу и большое количество живой силы и техники противника, находящейся у переправы.
К февралю 1944 года помощник командира 79-го гвардейского штурмового авиационного полка 2-й гвардейской штурмовой авиационной дивизии 16-й воздушной армии 1-го Белорусского фронта гвардии старший лейтенант Аким Немтинов совершил 107 боевых вылетов на штурм войск противника. При этом он уничтожил 10 танков, 6 зенитных орудий, 9 вагонов, 6 складов с боеприпасами. Участвовал в 14 воздушных боях, сбил 2 вражеских самолёта. За эти подвиги был представлен к званию Героя.
Указом Президиума Верховного Совета СССР от 1 июля 1944 года А. А. Немтинову присвоено звание Героя Советского Союза.
К 4 июля 1944 года на его боевом счету было 132 боевых вылета (в том числе 34 на разведку).
Погиб в боевом вылете в октябре 1944 года вблизи польского города Пултуск в районе села Покшивница (к моменту гибели он был повышен в воинском звании до капитана).

## Награды
- Указом Президиума Верховного Совета СССР от 1 июля 1944 года А. А. Немтинову было присвоено звание Героя Советского Союза с вручением ордена Ленина и медали «Золотая Звезда».
- Награждён двумя орденами Красного Знамени (24.08.1943, 28.10.1943), орденом Александра Невского (24.07.1944) и медалью «За отвагу» (13.07.1943).

## Память
- Имя увековечено на Мемориале Славы в Барнауле.
- Бюст А. А. Немтинова установлен в Бийске в сквере у Вечного огня[3].